# Черкесовский
Черкесовский — хутор в Новоаннинском районе Волгоградской области России, административный центр Черкесовского сельского поселения.
Население — 1545 (2010)

## История
Согласно алфавитному списку населённых мест Области Войска Донского 1915 года на хуторе Черкесов (при станции Бударино) проживало 115 мужчин и 116 женщин, земельный надел хутора составлял 949 десятин, на хуторе имелся хуторской приказчик и приходское училище. Хутор относился к юрту станицы Аннинской Хопёрского округа Области Войска Донского.
С 1928 года хутор - в составе Новоаннинского района Хопёрского округа (упразднён в 1930 году) Нижне-Волжского края (с 1934 года — Сталинградского края). В 1935 году в составе Сталинградского края был организован Бударинский район. Центром нового района стал хутор Черкесовский. В 1936 году район вошёл в состав Сталинградской области. С 1954 по 1957 год входил в состав Балашовской области.
Протоколом заседания Бударинского исполкома Райсовета депутатов трудящихся от 10 ноября 1952 № 30 хутор Черкесовский был переименован в село Бударино, однако данное переименование не было утверждено. В более поздних документах хутор значится под своим старым названием. Решением облисполкома от 11 февраля 1960 года № 3/67 районный центр хутор Черкесовский переименован в станция Бударино, однако и данное решение не было реализовано: в учётных данных по состоянию на 01 июля 1960 года центром Бударинского района вновь значится хутор Черкесовский.
В 1960 году Бударинский район был упразднен. Берёзовский, Вильямский, Галушкинский, Красно-Коротковский, Рогачевский, Рог-Измайловский и Черкесовский сельсоветы были включены в состав Новоаннинского района
6 августа 2022 хутору Черкесовскому исполнилось 150 лет с момента основания.

## Общая физико-географическая характеристика
Хутор находится в степной местности, в пределах Хопёрско-Бузулукской равнины, являющейся южным окончанием Окско-Донской низменности, на обе стороны от полотна железной дороги, на высоте около 125-135 метров над уровнем моря. Почвы — чернозёмы обыкновенные.
В 1 км к западу от хутора проходит федеральная автодорога "Каспий". По автомобильным дорогам расстояние до областного центра города Волгоград составляет 270 км, до районного центра города Новоаннинский - 27 км. В посёлке расположена станция Бударино Приволжской железной дороги.
Климат
Климат умеренный континентальный (согласно классификации климатов Кёппена — Dfb). Многолетняя норма осадков — 468 мм. В течение года количество выпадающих атмосферных осадков распределяется относительно равномерно: наибольшее количество осадков выпадает в июне — 53 мм, наименьшее в феврале — 26 мм. Среднегодовая температура положительная и составляет + 6,6 °С, средняя температура самого холодного месяца января −9,3 °С, самого жаркого месяца июля +21,5 °С.
Часовой пояс
Черкесовский находится в часовой зоне МСК (московское время). Смещение применяемого времени относительно UTC составляет +3:00.

## Население
Динамика численности населения по годам
| 1915 | 1939 | 1959 | 1987  |
| ---- | ---- | ---- | ----- |
| 231  | 2317 | 2789 | ≈2000 |

| 1959 | 2010  |
| ---- | ----- |
| 2789 | ↘1545 |